# Украинское движение как современный этап южнорусского сепаратизма
«Украи́нское движе́ние как совреме́нный эта́п южнору́сского сепарати́зма», рус. дореф. «Украинское движеніе какъ современный этапъ южнорусскаго сепаратизма", в издании 2004 года название изменено на «История „украинского“ сепаратизма» — капитальное[какое?] сочинение киевского цензора, профессора медицины Сергея Щёголева (1863—1919), содержащее критику украинского движения. Опубликовано в Киеве в 1912 году. Переиздано в 2004 году в Москве.

## История

### Создание книги
Киевский отдельный цензор, действительный статский советник Сергей Никифорович Щёголев, врач по образованию, о биографии которого сохранилось достаточно мало сведений, в начале XX века по собственной инициативе занимался исследованиями «украинского вопроса», истоков украинской «самостийности», южнорусского сепаратизма. Его работа в киевском управлении по делам печати, где он занимался цензурированием иностранной литературы, очень способствовала подобным исследованиям, так как по долгу службы он имел доступ к австрийским, германским и местным подпольным изданиям.
Всего перу Щёголева принадлежит два труда на тему украинских движений, первым из которых является данное произведение, изданное в Киеве в 1912 году (в 1914 году им была издана ещё одна книга «Современное украинство. Его происхождение, рост и задачи», где украинство также рассмотрено как сепаратистское политическое движение).
На первой странице Щёголевым было указано, что эта книга посвящается памяти Иова Борецкого и Василия Кочубея. Предисловие книги было составлено 1 октября 1912 года. Сама книга оказалась внушительной по объёму и составляла 588 страниц. После своего выхода она встретила большой интерес среди читающей публики и прессы. Появились как восторженные отзывы, так и агрессивная критика.
Сергей Щёголев стал жертвой красного террора в годы Гражданской войны. 15 мая 1919 года он был расстрелян по приговору Особой комиссии Киевского ЧК в числе большой группы русских интеллигентов, членов Киевского клуба русских националистов.

### В советский период
Книга Щёголева была напечатана в извлечениях в 1937 году в «Ленинском конспекте» как часть этого конспекта. Издание было осуществлено с целью использовать постулаты и тезисы Щёголева в интересах партийной борьбы с украинским «буржуазным национализмом», цитируя текст книги в качестве слов самого Ленина.

### Переиздание
В 2004 году книга Щёголева была переиздана в полном соответствии с текстом 1912 года, однако издатели изменили название этой работы Щёголева, переименовав её в «Историю „украинского“ сепаратизма».
В школьной программе современной Украины по истории Украины цитаты из книги Щёголева используются в качестве демонстрации государственных взглядов в Российской империи на «украинский вопрос».

## Содержание
В начале книги дается авторское определение украинского движения:

Под южнорусским сепаратизмом, или отщепенством, мы разумеем попытки ослабить или порвать связь, соединяющую малорусское племя с великорусским. По тем средствам, с помощью которых сепаратисты стремятся к достижению своей цели, мы можем различать сепаратизм политический (государственная измена гетманов Выговского и Мазепы) и культурно-этнографический, или украинофильский (Костомаров, Кулиш)

Далее доказывается, что все, кого «сепаратисты» пытаются назвать «украинцами», являются «русскими», а их малорусский язык — это диалект русского. «Партизаны украинства принесли в 1905 году в Россию выработанный ими для малороссов особый книжный (украинский) язык. Язык этот сознательные украинцы применяют в качестве орудия борьбы против роста русской (школьной и внешкольной) культуры в среде южнорусского населения, в надежде вытеснить постепенно эту культуру на юге России и водворить новую культуру — украинскую». Украинский язык в разных местах своего сочинения Щёголев называет пародией то на русский, то на польский. Этот язык, по мнению автора, чужд и непонятен самим малороссам. Украинство называется автором результатом польских, австрийских, немецких и других антироссийских интриг.
Украинскую литературу, научные теории и украинскую публицистику Щёголев называет никчёмными, но тем не менее опасными. Особой критике автора подвергаются русские, которые поддерживают украинофильство, а также инородцы и иноземцы (которым посвящён отдельный раздел работы, «Украинофильство инородцев и иностранцев»). Критика автора направлена на конкретные личности, в частности, академика Шахматова, филолога Ф. Корша, историка А. Погодина, профессора Овсянико-Куликовского (за характеристику поэзии Шевченко как «благовеста будущего возрождения Украины»), профессора М. Ковалевского, «московского профессора» А. Крымского, Дмитрия Багалея, «украинца семитской марки» В. Жаботинского, «присяжного поверенного» Беренштама, екатеринославского помещика Герша Боруховича Кернера, «сефардима» (испанского еврея) «г. Перетца», который, согласно автору, в филологии «является прямым дополнением историка г. Грушевского». Критикуется также «Союз прогрессивной польской молодёжи», «поляки» В. Липинский и Н. Тышкевич, «русофоб» А. Шептицкий и др. Также уделено особое внимание Т. Шевченко, Н. Костомарову, М. Драгоманову, И. Франко, М. Грушевскому (которого Щёголев назвал «инородствующий русский»), Н. Сумцову, С. Ефремову, Б. Гринченко и другим, по определению автора, «отщепенцам». При этом Щёголев даёт положительную оценку Михаилу Коцюбинскому («сильно подражающий нашему Горькому») и Владимиру Винниченко («наполовину уже вернувшийся в ряды русских собратий по перу»).
Далее следуют советы Щёголева о том, как нужно бороться с украинским движением на государственном уровне: «В борьбе с украинской партией и несомой ею доктриной должны обществу прийти на помощь наши законодатели и правительство». Поскольку украинская партия состоит преимущественно из малороссов, то называть её инородческой неверно, считает Щёголев, — уместнее считать её «инородствующей». Он отмечает, что всякое стремление приблизить малороссов в России к инородцам должно быть наказуемо. Под постоянным вниманием должно находиться образование: «Наибольшего внимания и попечения со стороны общества, органов
самоуправления, правительства и законодательства требует наша южнорусская народная (начальная) школа в смысле незыблемости русского преподавания и охраны её от украинской литературы и от „украинского“ языка в устах преподавателя», — пишет автор. В целом в его анализе содержится подробный и детализированный инструментарий предлагаемого противодействия украинскому движению на государственном уровне.
Завершается работа достаточно скромной самооценкой: «Наше скромное желание заключается лишь в том, чтобы поднять вопрос об истинной идеологии украинского движения, ведущего поход на самые драгоценные сокровища русского народа: его историческую традицию и его современную культуру. Пусть русский читатель подвергнет эту схему пересмотру и критике, пусть он её забракует и придумает свою».

## Оценки
В «Московских ведомостях» в 1912 году на книгу содержался такой отзыв:

Книга, написанная живым языком, обнаруживает в авторе большое знание вопроса, разработкой которого он занялся, по обилию и обстоятельности сведений о малорусском наречии, по истории Малороссии и по истории сепаратистского движения в Южной России, может быть названа энциклопедией «украинства».— Газета «Московские ведомости». 1912. № 288.
В «Записке об украинском движении» за 1914—1916 годы, исходившей из департамента полиции Министерства внутренних дел Российской империи, Щёголев называется «новейшим исследователем украинства», а выводы его работы, которая подробно разбиралась в записке, экстраполировались на реальную обстановку Первой мировой войны.

## Критика
Журналом «Украинская жизнь», главным редактором которого являлся Симон Петлюра, был выпущен в Москве в 1915 году сборник «Украинский вопрос», направленный на опровержение выводов Щёголева.
В советское время книга Щёголева не переиздавалась, а в её критике принял участие сам вождь советского государства Владимир Ленин. Он написал о работе и авторе:

«Zitatensack (мешок цитат) сыщика! Ругает всё польское с слюной у рта, а сам пишет с полонизмами… Пишет неграмотно… Невежда… Черносотенец бешеный! Ругает украинцев гнусными словами!»

За Щёголевым с подачи Ленина в советской историографии закрепился идеологемный ярлык «невежда», использовавшийся в дальнейшем также другими исследователями. Сочинение Щёголева также критиковалось в энциклопедиях по истории УССР.
Украинский диссидент и писатель Иван Дзюба назвал книгу Щёголева «фундаментальным обвинительным актом», «энциклопедией инсинуаций»:

Это плод недюжинных усилий учёного фискала, который скрупулёзно выискивал всё, что могло доказать, во-первых, «русофобию» т. наз. «украинской партии», украинофильства вообще; во-вторых, необходимость решительных государственных мер по их подавлению, потому что речь шла об угрозе существованию России. Под этим углом зрения он «перелопатил» всю антиукраинскую прессу в России и за её пределами и составил настоящую антологию стереотипных обвинений в адрес зловредного украинства.
Оригинальный текст (укр.)Це — плід неабияких зусиль ученого фіскала, який скрупульозно вишукував усе, що могло б довести, по-перше, «русофобію» т. зв. «украинской партии», українофільства взагалі; по-друге, необхідність рішучих державних заходів для їх придушення, оскільки йшлося про загрозу існуванню Росії. Під цим кутом зору він «перелопатив» усю антиукраїнську пресу в Росії та за її межами і склав справжню антологію стереотипних звинувачень на адресу зловорожого українства.

Украинский публицист и писатель Никита Шаповал в рецензии на книгу Щёголева назвал её «полной звериной злобы и ненависти к украинскому движению и народу»:

Книга полна такой звериной злобы и ненависти к украинскому движению и народу, в котором это движение идёт, что когда бы г. Щёголев имел возможность реализовать свои „симпатии“ — это была бы инквизиция страшнее средневековой. Этот „благодетель“ называет себя „южанином“ („мы — южане“ обращается к единомышленникам), то есть он считает себя „малороссом“ — и этому можно поверить, ибо только ренегаты такие злобные к своим корням, только предатели так ненавидят то, что они предали, продали.
Оригинальный текст (укр.)Книга повна такої звірячої злоби і ненависти до українського руху і народу, в якому цей рух іде, що коли-б п. Щоголев мав змогу реалізувати свої „сімпатії“ — це була б інквізіція страшніща од середневікової. Цей „добродій“ називає себе „южанином“ („мы — южане“ звертається до однодумців), цеб-то він вважає себе за „малоросса“ — і цьому можна повірити, бо тільки ренегати такі злобні до свого коріня, тільки зрадники так ненавидять те, що вони зрадила, продали.

## Варианты издания
- Щёголев С. Н. Украинское движение как современный этап южнорусского сепаратизма = Украинское движеніе какъ современный этапъ южнорусскаго сепаратизма. — книга. — Киев: Типографія И. Н. Кушнеревъ и Ко, 1912. — 588 с.
- Ленин В. И. Конспект книги Щёголева // Ленинский сборник. — Т. ХХХ. — [М.]: Партиздат, 1937 (в конспекте Ленина)
- Щёголев С. Н. История «украинского» сепаратизма / Сост. М. Смолин. — Имперская традиция, 2004. — 472 с. — (Православный центр имперских политических исследований). — 2000 экз. — ISBN 5-89097-062-3.